# Solenopsis maxima
Solenopsis maxima é uma espécie de formiga do gênero Solenopsis, pertencente à subfamília Myrmicinae.